# Grand Slam de Olsztyn de 2015
O Grand Slamd de Olsztyn de 2015 foi uma competição de vôlei de praia disputada como parte do Circuito Mundial de Voleibol de Praia de 2015, na cidade de Olsztyn, na Polônia. O torneio ocorreu entre 25 e 30 de agosto.

## Campeões
| Evento                       | Ouro                                   | Prata                                           | Bronze                                     |
| Torneio Masculino (Detalhes) | Brasil Alison Cerutti e Bruno Schmidt  | Estados Unidos Jake Gibb e Casey Patterson      | Canadá Chaim Schalk e Ben Saxton           |
| Torneio Feminino (Detalhes)  | Brasil Talita Antunes e Larissa França | Holanda Madelein Meppelink e Marleen van Iersel | Polônia Kinga Kołosińska e Monika Brzostek |

## Masculino

### Fase de Grupos
As trinta e duas duplas que participaram da chave principal foram divididas em oito grupos com quatro duplas em cada grupo. Dentro do grupo, as equipes enfrentaram-se em sistema de todos contra todos. Vencedores ganharam dois pontos e perdedores, um. Ao final da Fase de Grupos, a dupla que ficou em primeiro lugar foi direto para as oitavas-de-final. Os segundos e terceiros disputaram uma repescagem valendo vaga nas oitavas.

#### Grupo A
|     |                      |     | Jogos | Jogos | Jogos | Sets | Sets | Sets  | Pontos | Pontos | Pontos |
| Pos | Equipe               | Pts | T     | V     | D     | V    | P    | R     | V      | P      | R      |
| --- | -------------------- | --- | ----- | ----- | ----- | ---- | ---- | ----- | ------ | ------ | ------ |
| 1   | Alison / Bruno       | 6   | 3     | 3     | 0     | 6    | 1    | 6.000 | 106    | 92     | 1.152  |
| 2   | Hyden / Bourne       | 5   | 3     | 2     | 1     | 4    | 3    | 1.333 | 100    | 136    | 0.735  |
| 3   | Binstock / Schachter | 4   | 3     | 1     | 2     | 3    | 5    | 0.600 | 149    | 148    | 1.007  |
| 4   | Winter / Petutschnig | 3   | 3     | 0     | 3     | 2    | 6    | 0.333 | 138    | 159    | 0.868  |

| 27 Ago | 09:00 | Alison / Bruno       | 2–1 | Winter / Petutschnig | 21–17, 28–30, 15–9  |
| 27 Ago | 09:00 | Binstock / Schachter | 1–2 | Hyden / Bourne       | 23–25, 21–15, 16–18 |
| 27 Ago | 15:00 | Alison / Bruno       |     | Hyden / Bourne       | lesão               |
| 27 Ago | 15:00 | Binstock / Schachter | 2–1 | Winter / Petutschnig | 21–18, 17–21, 15–9  |
| 28 Ago | 11:00 | Alison / Bruno       | 2–0 | Binstock / Schachter | 21–17, 21–19        |
| 28 Ago | 11:00 | Hyden / Bourne       | 2–0 | Winter / Petutschnig | 21–16, 21–18        |

#### Grupo B
|     |                       |     | Jogos | Jogos | Jogos | Sets | Sets | Sets  | Pontos | Pontos | Pontos |
| Pos | Equipe                | Pts | T     | V     | D     | V    | P    | R     | V      | P      | R      |
| --- | --------------------- | --- | ----- | ----- | ----- | ---- | ---- | ----- | ------ | ------ | ------ |
| 1   | Ranghieri / Carambula | 5   | 3     | 2     | 1     | 5    | 3    | 1.667 | 141    | 128    | 1.102  |
| 2   | Pedro / Evandro       | 5   | 3     | 2     | 1     | 5    | 3    | 1.667 | 150    | 138    | 1.087  |
| 3   | Beeler / Strasser     | 5   | 3     | 2     | 1     | 4    | 4    | 1.000 | 140    | 152    | 0.921  |
| 4   | Nicolai / Lupo        | 3   | 3     | 0     | 3     | 2    | 6    | 0.333 | 140    | 153    | 0.915  |

| 27 Ago | 10:00 | Pedro / Evandro       | 1–2 | Beeler / Strasser     | 19–21, 22–20, 13–15 |
| 27 Ago | 10:00 | Nicolai / Lupo        | 1–2 | Ranghieri / Carambula | 21–18, 18–21, 8–15  |
| 27 Ago | 16:00 | Pedro / Evandro       | 2–1 | Ranghieri / Carambula | 17–21, 21–16, 15–8  |
| 27 Ago | 17:00 | Nicolai / Lupo        | 1–2 | Beeler / Strasser     | 22–24, 21–17, 13–15 |
| 28 Ago | 12:00 | Pedro / Evandro       | 2–0 | Nicolai / Lupo        | 21–17, 22–20        |
| 28 Ago | 12:00 | Ranghieri / Carambula | 2–0 | Beeler / Strasser     | 21–18, 21–10        |

#### Grupo C
|     |                         |     | Jogos | Jogos | Jogos | Sets | Sets | Sets  | Pontos | Pontos | Pontos |
| Pos | Equipe                  | Pts | T     | V     | D     | V    | P    | R     | V      | P      | R      |
| --- | ----------------------- | --- | ----- | ----- | ----- | ---- | ---- | ----- | ------ | ------ | ------ |
| 1   | E. Grimalt / M. Grimalt | 6   | 3     | 3     | 0     | 6    | 1    | 6.000 | 97     | 79     | 1.228  |
| 2   | Krou / Rowlandson       | 5   | 3     | 2     | 1     | 4    | 2    | 2.000 | 77     | 71     | 1.085  |
| 3   | Nummerdor / Varenhorst  | 4   | 3     | 1     | 2     | 3    | 4    | 0.750 | 86     | 130    | 0.662  |
| 4   | Eglseer / Müllner       | 3   | 3     | 0     | 3     | 0    | 6    | 0.000 | 62     | 126    | 0.492  |

| 27 Ago | 09:00 | Nummerdor / Varenhorst  | 2–0 | Eglseer / Müllner       | 21–17, 21–16       |
| 27 Ago | 10:00 | Krou / Rowlandson       | 0–2 | E. Grimalt / M. Grimalt | 19–21, 16–21       |
| 27 Ago | 16:00 | Nummerdor / Varenhorst  | 1–2 | E. Grimalt / M. Grimalt | 21–19, 18–21, 5–15 |
| 27 Ago | 16:00 | Krou / Rowlandson       | 2–0 | Eglseer / Müllner       | 21–12, 21–17       |
| 28 Ago | 16:00 | Nummerdor / Varenhorst  |     | Krou / Rowlandson       | lesão              |
| 28 Ago | 16:00 | E. Grimalt / M. Grimalt |     | Eglseer / Müllner       | lesão              |

#### Grupo D
|     |                     |     | Jogos | Jogos | Jogos | Sets | Sets | Sets  | Pontos | Pontos | Pontos |
| Pos | Equipe              | Pts | T     | V     | D     | V    | P    | R     | V      | P      | R      |
| --- | ------------------- | --- | ----- | ----- | ----- | ---- | ---- | ----- | ------ | ------ | ------ |
| 1   | Erdmann / Matysik   | 6   | 3     | 3     | 0     | 6    | 0    | MAX   | 84     | 68     | 1.235  |
| 2   | Brouwer / Meeuwsen  | 5   | 3     | 2     | 1     | 4    | 4    | 1.000 | 111    | 148    | 0.750  |
| 3   | Dalhausser / Lucena | 4   | 3     | 1     | 2     | 3    | 4    | 0.750 | 128    | 130    | 0.985  |
| 4   | Daguerre / Salvetti | 3   | 3     | 0     | 3     | 1    | 6    | 0.167 | 123    | 142    | 0.866  |

| 27 Ago | 11:00 | Brouwer / Meeuwsen  | 2–1 | Daguerre / Salvetti | 19–21, 23–21, 15–13 |
| 27 Ago | 12:00 | Erdmann / Matysik   | 2–0 | Dalhausser / Lucena | 21–17, 21–17        |
| 27 Ago | 17:00 | Brouwer / Meeuwsen  | 2–1 | Dalhausser / Lucena | 21–18, 18–21, 15–12 |
| 27 Ago | 17:00 | Erdmann / Matysik   | 2–0 | Daguerre / Salvetti | 21–16, 21–18        |
| 28 Ago | 11:00 | Brouwer / Meeuwsen  |     | Erdmann / Matysik   | lesão               |
| 28 Ago | 11:00 | Dalhausser / Lucena | 2–0 | Daguerre / Salvetti | 22–20, 21–14        |

#### Grupo E
|     |                       |     | Jogos | Jogos | Jogos | Sets | Sets | Sets  | Pontos | Pontos | Pontos |
| Pos | Equipe                | Pts | T     | V     | D     | V    | P    | R     | V      | P      | R      |
| --- | --------------------- | --- | ----- | ----- | ----- | ---- | ---- | ----- | ------ | ------ | ------ |
| 1   | Semenov / Krasilnikov | 6   | 3     | 3     | 0     | 6    | 0    | MAX   | 84     | 72     | 1.167  |
| 2   | Pļaviņš / Regza       | 5   | 3     | 2     | 1     | 4    | 2    | 2.000 | 119    | 109    | 1.092  |
| 3   | Virgen / Ontiveros    | 4   | 3     | 1     | 2     | 2    | 5    | 0.400 | 121    | 131    | 0.924  |
| 4   | Doppler / Horst       | 3   | 3     | 0     | 3     | 1    | 6    | 0.167 | 83     | 137    | 0.606  |

| 27 Ago | 11:00 | Doppler / Horst       | 0–2 | Pļaviņš / Regza       | 17–21, 19–21        |
| 27 Ago | 11:00 | Semenov / Krasilnikov | 2–0 | Virgen / Ontiveros    | 21–19, 21–18        |
| 27 Ago | 18:00 | Doppler / Horst       | 1–2 | Virgen / Ontiveros    | 21–17, 15–21, 11–15 |
| 27 Ago | 18:00 | Semenov / Krasilnikov | 2–0 | Pļaviņš / Regza       | 21–19, 21–16        |
| 28 Ago | 15:00 | Doppler / Horst       |     | Semenov / Krasilnikov | lesão               |
| 28 Ago | 15:00 | Virgen / Ontiveros    | 0–2 | Pļaviņš / Regza       | 18–21, 13–21        |

#### Grupo F
|     |                     |     | Jogos | Jogos | Jogos | Sets | Sets | Sets  | Pontos | Pontos | Pontos |
| Pos | Equipe              | Pts | T     | V     | D     | V    | P    | R     | V      | P      | R      |
| --- | ------------------- | --- | ----- | ----- | ----- | ---- | ---- | ----- | ------ | ------ | ------ |
| 1   | Losiak / Kantor     | 6   | 3     | 3     | 0     | 6    | 2    | 3.000 | 113    | 96     | 1.177  |
| 2   | Ricardo / Emanuel   | 5   | 3     | 2     | 1     | 5    | 2    | 2.500 | 139    | 135    | 1.030  |
| 3   | Gibb / Patterson    | 4   | 3     | 1     | 2     | 3    | 5    | 0.600 | 147    | 151    | 0.974  |
| 4   | Rosenthal / Brunner | 3   | 3     | 0     | 3     | 1    | 6    | 0.167 | 82     | 141    | 0.582  |

| 27 Ago | 16:00 | Gibb / Patterson    | 1–2 | Losiak / Kantor     | 21–23, 21–19, 9–15  |
| 27 Ago | 16:00 | Ricardo / Emanuel   | 2–0 | Rosenthal / Brunner | 21–17, 23–21        |
| 27 Ago | 09:00 | Gibb / Patterson    | 2–1 | Rosenthal / Brunner | 19–21, 21–16, 15–7  |
| 27 Ago | 09:00 | Ricardo / Emanuel   | 1–2 | Losiak / Kantor     | 21–19, 10–21, 14–16 |
| 28 Ago | 12:00 | Gibb / Patterson    | 0–2 | Ricardo / Emanuel   | 27–29, 14–21        |
| 28 Ago | 12:00 | Rosenthal / Brunner |     | Losiak / Kantor     | punição             |

#### Grupo G
|     |                          |     | Jogos | Jogos | Jogos | Sets | Sets | Sets  | Pontos | Pontos | Pontos |
| Pos | Equipe                   | Pts | T     | V     | D     | V    | P    | R     | V      | P      | R      |
| --- | ------------------------ | --- | ----- | ----- | ----- | ---- | ---- | ----- | ------ | ------ | ------ |
| 1   | Schalk / Saxton          | 5   | 3     | 2     | 1     | 4    | 2    | 2.000 | 133    | 126    | 1.056  |
| 2   | Kądzioła / Szałankiewicz | 5   | 3     | 2     | 1     | 4    | 3    | 1.333 | 138    | 132    | 1.045  |
| 3   | Herrera / Gavira         | 5   | 3     | 2     | 1     | 4    | 2    | 2.000 | 118    | 112    | 1.054  |
| 4   | Göğtepe V. / Giginoğlu   | 3   | 3     | 0     | 3     | 1    | 6    | 0.167 | 127    | 146    | 0.870  |

| 27 Ago | 10:00 | Herrera / Gavira       | 2–0 | Kądzioła / Szałankiewicz | 21–15, 23–21       |
| 27 Ago | 10:00 | Schalk / Saxton        | 2–0 | Göğtepe V. / Giginoğlu   | 29–27, 21–19       |
| 27 Ago | 17:00 | Herrera / Gavira       | 2–0 | Göğtepe V. / Giginoğlu   | 21–17, 21–17       |
| 27 Ago | 17:00 | Schalk / Saxton        | 0–2 | Kądzioła / Szałankiewicz | 16–21, 25–27       |
| 28 Ago | 15:00 | Herrera / Gavira       | 0–2 | Schalk / Saxton          | 15–21, 17–21       |
| 28 Ago | 15:00 | Göğtepe V. / Giginoğlu | 1–2 | Kądzioła / Szałankiewicz | 19–21, 21–18, 7–15 |

#### Grupo H
|     |                     |     | Jogos | Jogos | Jogos | Sets | Sets | Sets  | Pontos | Pontos | Pontos |
| Pos | Equipe              | Pts | T     | V     | D     | V    | P    | R     | V      | P      | R      |
| --- | ------------------- | --- | ----- | ----- | ----- | ---- | ---- | ----- | ------ | ------ | ------ |
| 1   | Fijałek / Prudel    | 6   | 3     | 3     | 0     | 6    | 0    | MAX   | 126    | 94     | 1.340  |
| 2   | Šmēdiņš / Samoilovs | 5   | 3     | 2     | 1     | 4    | 2    | 2.000 | 125    | 119    | 1.050  |
| 3   | Fuchs / Windscheif  | 4   | 3     | 1     | 2     | 2    | 4    | 0.500 | 114    | 128    | 0.891  |
| 4   | Kapa / McHugh       | 3   | 3     | 0     | 3     | 0    | 6    | 0.000 | 103    | 127    | 0.811  |

| 27 Ago | 11:00 | Fijałek / Prudel    | 2–0 | Fuchs / Windscheif  | 21–12, 21–17 |
| 27 Ago | 11:00 | Šmēdiņš / Samoilovs | 2–0 | Kapa / McHugh       | 21–18, 21–17 |
| 27 Ago | 18:00 | Fijałek / Prudel    | 2–0 | Kapa / McHugh       | 21–18, 21–11 |
| 27 Ago | 18:00 | Šmēdiņš / Samoilovs | 2–0 | Fuchs / Windscheif  | 21–18, 26–24 |
| 28 Ago | 16:00 | Fijałek / Prudel    | 2–0 | Šmēdiņš / Samoilovs | 21–17, 21–19 |
| 28 Ago | 16:00 | Kapa / McHugh       | 0–2 | Fuchs / Windscheif  | 20–22, 19–21 |

### Repescagem
As duplas que ficaram em segundo e terceiro lugar em cada grupo disputam uma repescagem valendo vaga nas oitavas-de-final, onde já aguardam as duplas que ficaram em primeiro lugar em cada grupo.
| Data   | Hora  |                          | Placar |                        | 1º Set | 2º Set | 3º Set |
| ------ | ----- | ------------------------ | ------ | ---------------------- | ------ | ------ | ------ |
| 29 Ago | 08:00 | Brouwer / Meeuwsen       | 0–2    | Herrera / Gavira       | 17–21  | 12–21  |        |
| 29 Ago | 08:00 | Samoilovs / Šmēdiņš      | 2–0    | Binstock / Schachter   | 21–17  | 21–18  |        |
| 29 Ago | 08:00 | Ricardo / Emanuel        | 2–0    | Virgen / Ontiveros     | 22–20  | 21–19  |        |
| 29 Ago | 08:00 | Hyden / Bourne           | 2–0    | Beeler / Strasser      | 21–18  | 21–11  |        |
| 29 Ago | 09:00 | Pedro / Evandro          | 2–1    | Nummerdor / Varenhorst | 20–22  | 24–22  | 15–13  |
| 29 Ago | 09:00 | Pļaviņš / Regza          | 2–1    | Fuchs / Windscheif     | 21–16  | 14–21  | 15–10  |
| 29 Ago | 09:00 | Krou / Rowlandson        | 0–2    | Gibb / Patterson       | 17–21  | 16–21  |        |
| 29 Ago | 09:00 | Kądzioła / Szałankiewicz | 1–2    | Dalhausser / Lucena    | 16–21  | 22–20  | 9–15   |

### Oitavas-de-final
As duplas que ficaram em primeiro lugar em cada um dos grupos ganham vaga direta para esta fase onde enfrentam as duplas que venceram na repescagem.
| Data   | Hora  |                         | Placar |                     | 1º Set | 2º Set | 3º Set |
| ------ | ----- | ----------------------- | ------ | ------------------- | ------ | ------ | ------ |
| 29 Ago | 12:15 | Alison / Bruno          | 2–0    | Herrera / Gavira    | 25–23  | 21–19  |        |
| 29 Ago | 12:15 | Semenov / Krasilnikov   | 0–2    | Samoilovs / Šmēdiņš | 22–24  | 17–21  |        |
| 29 Ago | 12:15 | Schalk / Saxton         | 2–1    | Ricardo / Emanuel   | 21–23  | 21–19  | 15–13  |
| 29 Ago | 12:15 | E. Grimalt / M. Grimalt | 1–2    | Hyden / Bourne      | 24–22  | 20–22  | 13–15  |
| 29 Ago | 13:15 | Erdmann / Matysik       | 2–0    | Pedro / Evandro     | 21–18  | 21–18  |        |
| 29 Ago | 13:15 | Losiak / Kantor         | 2–1    | Pļaviņš / Regza     | 21–15  | 19–21  | 15–9   |
| 29 Ago | 14:15 | Fijałek / Prudel        | 1–2    | Gibb / Patterson    | 19–21  | 21–19  | 11–15  |
| 29 Ago | 14:15 | Ranghieri / Carambula   | 1–2    | Dalhausser / Lucena | 18–21  | 23–21  | 10–15  |

### Chaveamento
|  | Quartas-de-final | Quartas-de-final    | Quartas-de-final | Quartas-de-final | Quartas-de-final |    |                   | Semifinais | Semifinais          | Semifinais          | Semifinais          | Semifinais          |                     |    | Final | Final             | Final | Final | Final |  |  |
|  |                  |                     |                  |                  |                  |    |                   |            |                     |                     |                     |                     |                     |    |       |                   |       |       |       |  |  |
|  | 1                | Alison / Bruno      | 21               | 21               |                  |    |                   |            |                     |                     |                     |                     |                     |    |       |                   |       |       |       |  |  |
|  | 9                | Samoilovs / Šmēdiņš | 12               | 19               |                  |    |                   |            |                     |                     |                     |                     |                     |    |       |                   |       |       |       |  |  |
|  | 9                | Samoilovs / Šmēdiņš | 12               | 19               |                  | 1  | Alison / Bruno    | 19         | 21                  | 15                  |                     |                     |                     |    |       |                   |       |       |       |  |  |
|  |                  |                     |                  |                  |                  | 1  | Alison / Bruno    | 19         | 21                  | 15                  |                     |                     |                     |    |       |                   |       |       |       |  |  |
|  |                  | 10                  | Schalk / Saxton  | 21               | 19               | 9  |                   |            |                     |                     |                     |                     |                     |    |       |                   |       |       |       |  |  |
|  | 10               | 10                  | Schalk / Saxton  | 21               | 19               | 9  | Schalk / Saxton   | 21         | 21                  |                     |                     |                     |                     |    |       |                   |       |       |       |  |  |
|  | 10               |                     |                  |                  |                  |    | Schalk / Saxton   | 21         | 21                  |                     |                     |                     |                     |    |       |                   |       |       |       |  |  |
|  | 17               | Hyden / Bourne      | 15               | 14               |                  |    |                   |            |                     |                     |                     |                     |                     |    |       |                   |       |       |       |  |  |
|  |                  |                     |                  |                  |                  |    |                   |            |                     |                     |                     |                     |                     |    | 1     | Alison / Bruno    | 21    | 21    |       |  |  |
|  |                  |                     | 6                | Gibb / Patterson | 10               | 15 |                   |            |                     |                     |                     |                     |                     |    |       |                   |       |       |       |  |  |
|  | 13               | Erdmann / Matysik   | 21               | 27               |                  |    |                   |            |                     |                     |                     |                     |                     |    |       |                   |       |       |       |  |  |
|  | 27               | Losiak / Kantor     | 19               | 25               |                  |    |                   |            |                     |                     |                     |                     |                     |    |       |                   |       |       |       |  |  |
|  | 27               | Losiak / Kantor     | 19               | 25               |                  | 13 | Erdmann / Matysik | 28         | 21                  | 10                  |                     |                     |                     |    |       |                   |       |       |       |  |  |
|  |                  |                     |                  |                  |                  | 13 | Erdmann / Matysik | 28         | 21                  | 10                  |                     |                     |                     |    |       |                   |       |       |       |  |  |
|  |                  | 6                   | Gibb / Patterson | 30               | 19               | 15 |                   |            | Disputa pelo bronze | Disputa pelo bronze | Disputa pelo bronze | Disputa pelo bronze | Disputa pelo bronze |    |       |                   |       |       |       |  |  |
|  | 6                | 6                   | Gibb / Patterson | 30               | 19               | 15 | Gibb / Patterson  | 21         | Disputa pelo bronze | Disputa pelo bronze | Disputa pelo bronze | Disputa pelo bronze | Disputa pelo bronze | 21 |       |                   |       |       |       |  |  |
|  | 6                |                     |                  |                  |                  |    | Gibb / Patterson  | 21         |                     |                     |                     |                     |                     | 21 |       |                   |       |       |       |  |  |
|  | 20               | Dalhausser / Lucena | 19               | 18               |                  |    |                   |            |                     |                     |                     |                     |                     |    | 10    | Schalk / Saxton   | 21    | 21    |       |  |  |
|  |                  |                     |                  |                  |                  |    |                   |            |                     |                     |                     |                     |                     |    | 13    | Erdmann / Matysik | 17    | 18    |       |  |  |

### Quartas-de-final
| 29 Ago 18:00 | Alison / Bruno (BRA) | 2 – 0         | Samoilovs / Šmēdiņš (LET) | Duração: 0:33 |
| 29 Ago 18:00 | 21 21                | 1º Set 2º Set | 12 19                     | Duração: 0:33 |

| 29 Ago 18:00 | Schalk / Saxton (CAN) | 2 – 0         | Hyden / Bourne (EUA) | Duração: 0:29 |
| 29 Ago 18:00 | 21 21                 | 1º Set 2º Set | 15 14                | Duração: 0:29 |

| 29 Ago 18:00 | Erdmann / Matysik (ALE) | 2 – 0         | Losiak / Kantor (POL) | Duração: 0:52 |
| 29 Ago 18:00 | 21 27                   | 1º Set 2º Set | 19 25                 | Duração: 0:52 |

| 29 Ago 18:00 | Gibb / Patterson (EUA) | 2 – 0         | Dalhausser / Lucena (EUA) | Duração: 0:37 |
| 29 Ago 18:00 | 21 21                  | 1º Set 2º Set | 19 18                     | Duração: 0:37 |

### Semifinais
| 30 Ago 10:00 | Alison / Bruno (BRA) | 2 – 1                | Schalk / Saxton (CAN) | Duração: 0:48 |
| 30 Ago 10:00 | 19 21 15             | 1º Set 2º Set 3º Set | 21 19 9               | Duração: 0:48 |

| 30 Ago 11:00 | Erdmann / Matysik (ALE) | 1 – 2                | Gibb / Patterson (EUA) | Duração: 1:04 |
| 30 Ago 11:00 | 28 21 10                | 1º Set 2º Set 3º Set | 30 19 15               | Duração: 1:04 |

### Disputa pelo bronze
| 30 Ago 14:00 | Schalk / Saxton (CAN) | 2 – 0         | Erdmann / Matysik (ALE) | Duração: 0:37 |
| 30 Ago 14:00 | 21 21                 | 1º Set 2º Set | 17 18                   | Duração: 0:37 |

### Final
| 30 Ago 15:00 | Alison / Bruno (BRA) | 2 – 0         | Gibb / Patterson (EUA) | Duração: 0:34 |
| 30 Ago 15:00 | 21 21                | 1º Set 2º Set | 10 15                  | Duração: 0:34 |

### Qualificação
Antes do torneio principal, houve um torneio de qualificação para duplas que queriam disputar o principal.

#### Primeira rodada da Qualificação
Trinta e duas duplas enfrentaram-se em duas rodadas. As oito que tiveram duas vitórias em dois jogos ganharam vaga na chave principal.
| Data   | Hora  |                         | Placar |                         | 1º Set | 2º Set | 3º Set |
| ------ | ----- | ----------------------- | ------ | ----------------------- | ------ | ------ | ------ |
| 26 Ago | 09:20 | Álvaro / Vitor          | 1–2    | Sorokins / Toms         | 21–18  | 21–23  | 12–15  |
| 26 Ago | 09:20 | Usken / Retterholt      | 0–2    | Daguerre / Salvetti     | 17–21  | 18–21  |        |
| 26 Ago | 09:20 | Kosiak / Rudol          | 0–2    | Huber / Seidl           | 17–21  | 15–21  |        |
| 26 Ago | 09:20 | Winter / Petutschnig    | 2–1    | Gabathuler / Gerson     | 21–19  | 16–21  | 15–13  |
| 26 Ago | 09:20 | Kapa / McHugh           | 2–0    | Tocs / Finsters         | 21–17  | 21–17  |        |
| 26 Ago | 08:30 | Jefferson / Cherif      | 2–1    | Sidorenko / Dyachenko   | 21–17  | 17–21  | 16–14  |
| 26 Ago | 08:30 | Kotsilianos / Zoupanis  | 0–2    | Dziadkou / Kavalenka    | 15–21  | 16–21  |        |
| 26 Ago | 08:30 | Solovejs / Abolins      | 0–2    | Göğtepe V. / Giginoğlu  | 19–21  | 16–21  |        |
| 26 Ago | 08:30 | Henríquez / Villafañe   | 2–0    | Appelgren / Barrefalk   | 21–15  | 21–19  |        |
| 26 Ago | 08:30 | Eglseer / Müllner       | 2–1    | Holler / Schröder       | 19–21  | 21–18  | 15–9   |
| 26 Ago | 10:10 | Horrem / Eithun         | 0–2    | Beeler / Strasser       | 17–21  | 18–21  |        |
| 26 Ago | 10:10 | Kubala / Hadrava        | 0–2    | Böckermann / Flüggen    | 14–21  | 14–21  |        |
| 26 Ago | 10:10 | Fuchs / Windscheif      | 2–0    | Kovatsch / Kissling, J. | 22–20  | 21–16  |        |
| 26 Ago | 11:00 | Dumek / Kufa, R.        | 1–2    | Marco / García          | 21–10  | 17–21  | 10–15  |
| 26 Ago | 11:00 | Koekelkoren / van Walle | 2–1    | Hordvik / Kvamsdal      | 20–22  | 21–17  | 15–12  |
| 26 Ago | 11:00 | Pedlow / O'Gorman       | 0–2    | Lucena / Dalhausser     | 14–21  | 19–21  |        |

#### Segunda rodada da Qualificação
| Data   | Hora  |                         | Placar |                        | 1º Set | 2º Set | 3º Set |
| ------ | ----- | ----------------------- | ------ | ---------------------- | ------ | ------ | ------ |
| 26 Ago | 11:50 | Sorokins / Toms         | 0–2    | Daguerre / Salvetti    | 14–21  | 17–21  |        |
| 26 Ago | 12:40 | Huber / Seidl           | 1–2    | Winter / Petutschnig   | 18–21  | 21–14  | 9–15   |
| 26 Ago | 13:30 | Kapa / McHugh           | 2–0    | Jefferson / Cherif     | 26–24  | 21–12  |        |
| 26 Ago | 14:20 | Dziadkou / Kavalenka    | 1–2    | Göğtepe V. / Giginoğlu | 21–19  | 14–21  | 11–15  |
| 26 Ago | 15:10 | Henríquez / Villafañe   | 0–2    | Eglseer / Müllner      | 16–21  | 20–22  |        |
| 26 Ago | 16:00 | Beeler / Strasser       | 2–0    | Böckermann / Flüggen   | 21–16  | 21–15  |        |
| 26 Ago | 17:00 | Fuchs / Windscheif      | 2–1    | Marco / García         | 22–24  | 22–20  | 15–13  |
| 26 Ago | 18:00 | Koekelkoren / van Walle | 0–2    | Lucena / Dalhausser    | 13–21  | 16–21  |        |

## Feminino

### Fase de Grupos
As trinta e duas duplas que participaram da chave principal foram divididas em oito grupos com quatro duplas em cada grupo. Dentro do grupo, as equipes enfrentaram-se em sistema de todos contra todos. Vencedores ganharam dois pontos e perdedores, um. Ao final da Fase de Grupos, a dupla que ficou em primeiro lugar foi direto para as oitavas-de-final. Os segundos e terceiros disputaram uma repescagem valendo vaga nas oitavas.

#### Grupo A
|     |                        |     | Jogos | Jogos | Jogos | Sets | Sets | Sets  | Pontos | Pontos | Pontos |
| Pos | Equipe                 | Pts | T     | V     | D     | V    | P    | R     | V      | P      | R      |
| --- | ---------------------- | --- | ----- | ----- | ----- | ---- | ---- | ----- | ------ | ------ | ------ |
| 1   | Talita / Larissa       | 6   | 3     | 3     | 0     | 6    | 1    | 6.000 | 139    | 101    | 1.376  |
| 2   | Ukolova / Birlova      | 5   | 3     | 2     | 1     | 4    | 3    | 1.333 | 128    | 111    | 1.153  |
| 3   | Maria Clara / Carolina | 4   | 3     | 1     | 2     | 4    | 4    | 1.000 | 137    | 137    | 1.000  |
| 4   | Trybula / Kloda        | 3   | 3     | 0     | 3     | 0    | 6    | 0.000 | 71     | 126    | 0.563  |

| 26 Ago | 15:10 | Talita / Larissa       | 2–0 | Trybula / Kloda        | 21–12, 21–12        |
| 26 Ago | 15:10 | Ukolova / Birlova      | 2–1 | Maria Clara / Carolina | 19–21, 21–19, 15–9  |
| 26 Ago | 10:10 | Talita / Larissa       | 2–1 | Maria Clara / Carolina | 21–14, 19–21, 15–11 |
| 26 Ago | 10:10 | Ukolova / Birlova      | 2–0 | Trybula / Kloda        | 21–9, 21–11         |
| 27 Ago | 12:00 | Talita / Larissa       | 2–0 | Ukolova / Birlova      | 21–18, 21–13        |
| 27 Ago | 12:00 | Maria Clara / Carolina | 2–0 | Trybula / Kloda        | 21–11, 21–16        |

#### Grupo B
|     |                  |     | Jogos | Jogos | Jogos | Sets | Sets | Sets  | Pontos | Pontos | Pontos |
| Pos | Equipe           | Pts | T     | V     | D     | V    | P    | R     | V      | P      | R      |
| --- | ---------------- | --- | ----- | ----- | ----- | ---- | ---- | ----- | ------ | ------ | ------ |
| 1   | Ágatha / Bárbara | 6   | 3     | 3     | 0     | 6    | 0    | MAX   | 126    | 83     | 1.518  |
| 2   | Wang / Yue       | 5   | 3     | 2     | 1     | 4    | 3    | 1.333 | 134    | 129    | 1.039  |
| 3   | Day / Kessy      | 4   | 3     | 1     | 2     | 3    | 4    | 0.750 | 133    | 133    | 1.000  |
| 4   | Wloch / Stepien  | 3   | 3     | 0     | 3     | 0    | 6    | 0.000 | 78     | 126    | 0.619  |

| 26 Ago | 11:00 | Ágatha / Bárbara | 2–0 | Wloch / Stepien | 21–15, 21–7         |
| 26 Ago | 11:00 | Wang / Yue       | 2–1 | Day / Kessy     | 29–27, 19–21, 15–11 |
| 26 Ago | 15:10 | Ágatha / Bárbara | 2–0 | Day / Kessy     | 21–15, 21–17        |
| 26 Ago | 15:10 | Wang / Yue       | 2–0 | Wloch / Stepien | 21–15, 21–13        |
| 27 Ago | 13:00 | Ágatha / Bárbara | 2–0 | Wang / Yue      | 21–16, 21–13        |
| 27 Ago | 13:00 | Day / Kessy      | 2–0 | Wloch / Stepien | 21–16, 21–12        |

#### Grupo C
|     |                        |     | Jogos | Jogos | Jogos | Sets | Sets | Sets  | Pontos | Pontos | Pontos |
| Pos | Equipe                 | Pts | T     | V     | D     | V    | P    | R     | V      | P      | R      |
| --- | ---------------------- | --- | ----- | ----- | ----- | ---- | ---- | ----- | ------ | ------ | ------ |
| 1   | Fendrick / Sweat       | 5   | 3     | 2     | 1     | 5    | 2    | 2.500 | 138    | 123    | 1.122  |
| 2   | Bansley / Pavan        | 5   | 3     | 2     | 1     | 4    | 2    | 2.000 | 119    | 109    | 1.092  |
| 3   | Valjas / Broder        | 4   | 3     | 1     | 2     | 2    | 5    | 0.400 | 121    | 134    | 0.903  |
| 4   | Arvaniti / Tsiartsiani | 4   | 3     | 1     | 2     | 3    | 5    | 0.600 | 141    | 153    | 0.922  |

| 26 Ago | 16:00 | Bansley / Pavan  | 2–0 | Arvaniti / Tsiartsiani | 21–15, 21–17        |
| 26 Ago | 16:00 | Fendrick / Sweat | 2–0 | Valjas / Broder        | 21–14, 21–15        |
| 26 Ago | 11:50 | Bansley / Pavan  | 2–0 | Valjas / Broder        | 21–19, 21–16        |
| 26 Ago | 11:50 | Fendrick / Sweat | 1–2 | Arvaniti / Tsiartsiani | 21–17, 14–21, 19–21 |
| 27 Ago | 12:00 | Bansley / Pavan  | 0–2 | Fendrick / Sweat       | 18–21, 17–21        |
| 27 Ago | 12:00 | Valjas / Broder  | 2–1 | Arvaniti / Tsiartsiani | 19–21, 23–21, 15–8  |

#### Grupo D
|     |                            |     | Jogos | Jogos | Jogos | Sets | Sets | Sets  | Pontos | Pontos | Pontos |
| Pos | Equipe                     | Pts | T     | V     | D     | V    | P    | R     | V      | P      | R      |
| --- | -------------------------- | --- | ----- | ----- | ----- | ---- | ---- | ----- | ------ | ------ | ------ |
| 1   | Van Gestel / Van der Vlist | 6   | 3     | 3     | 0     | 6    | 1    | 6.000 | 93     | 86     | 1.081  |
| 2   | Juliana / Maria Elisa      | 5   | 3     | 2     | 1     | 4    | 3    | 1.333 | 131    | 128    | 1.023  |
| 3   | Holtwick / Semmler         | 4   | 3     | 1     | 2     | 3    | 5    | 0.600 | 136    | 136    | 1.000  |
| 4   | Laboureur / Sude           | 3   | 3     | 0     | 3     | 2    | 6    | 0.333 | 94     | 146    | 0.644  |

| 26 Ago | 12:40 | Juliana / Maria Elisa | 0–2 | Van Gestel / Van der Vlist | 16–21, 18–21        |
| 26 Ago | 12:40 | Holtwick / Semmler    | 2–1 | Laboureur / Sude           | 13–21, 21–14, 15–8  |
| 26 Ago | 16:00 | Juliana / Maria Elisa | 2–1 | Laboureur / Sude           | 19–21, 21–19, 15–11 |
| 26 Ago | 16:00 | Holtwick / Semmler    | 1–2 | Van Gestel / Van der Vlist | 21–14, 17–21, 14–16 |
| 27 Ago | 13:00 | Juliana / Maria Elisa | 2–0 | Holtwick / Semmler         | 21–19, 21–16        |
| 27 Ago | 13:00 | Laboureur / Sude      |     | Van Gestel / Van der Vlist | lesão               |

#### Grupo E
|     |                      |     | Jogos | Jogos | Jogos | Sets | Sets | Sets  | Pontos | Pontos | Pontos |
| Pos | Equipe               | Pts | T     | V     | D     | V    | P    | R     | V      | P      | R      |
| --- | -------------------- | --- | ----- | ----- | ----- | ---- | ---- | ----- | ------ | ------ | ------ |
| 1   | Ludwig / Walkenhorst | 6   | 3     | 3     | 0     | 6    | 1    | 6.000 | 136    | 115    | 1.183  |
| 2   | Liliana / Baquerizo  | 5   | 3     | 2     | 1     | 4    | 4    | 1.000 | 136    | 137    | 0.993  |
| 3   | Forrer / Vergé-Depré | 4   | 3     | 1     | 2     | 3    | 4    | 0.750 | 125    | 131    | 0.954  |
| 4   | Goricanec / Hüberli  | 3   | 3     | 0     | 3     | 2    | 6    | 0.333 | 135    | 149    | 0.906  |

| 26 Ago | 17:00 | Ludwig / Walkenhorst | 2–1 | Goricanec / Hüberli  | 21–18, 16–21, 15–11 |
| 26 Ago | 17:00 | Liliana / Baquerizo  | 2–1 | Forrer / Vergé-Depré | 21–16, 15–21, 15–11 |
| 27 Ago | 14:00 | Ludwig / Walkenhorst | 2–0 | Forrer / Vergé-Depré | 21–19, 21–16        |
| 27 Ago | 14:00 | Liliana / Baquerizo  | 2–1 | Goricanec / Hüberli  | 21–15, 19–21, 15–11 |
| 26 Ago | 13:30 | Ludwig / Walkenhorst | 2–0 | Liliana / Baquerizo  | 21–12, 21–18        |
| 26 Ago | 13:30 | Forrer / Vergé-Depré | 2–0 | Goricanec / Hüberli  | 21–19, 21–19        |

#### Grupo F
|     |                       |     | Jogos | Jogos | Jogos | Sets | Sets | Sets  | Pontos | Pontos | Pontos |
| Pos | Equipe                | Pts | T     | V     | D     | V    | P    | R     | V      | P      | R      |
| --- | --------------------- | --- | ----- | ----- | ----- | ---- | ---- | ----- | ------ | ------ | ------ |
| 1   | Lehtonen / Lahti      | 5   | 3     | 2     | 1     | 4    | 3    | 1.333 | 126    | 115    | 1.096  |
| 2   | Taiana / Fernanda     | 5   | 3     | 2     | 1     | 4    | 3    | 1.333 | 122    | 124    | 0.984  |
| 3   | Pata / Matauatu       | 4   | 3     | 1     | 2     | 3    | 5    | 0.600 | 137    | 141    | 0.972  |
| 4   | Menegatti / Orsi Toth | 4   | 3     | 1     | 2     | 4    | 4    | 1.000 | 136    | 141    | 0.965  |

| 26 Ago | 11:50 | Taiana / Fernanda     | 0–2 | Lehtonen / Lahti      | 18–21, 6–21         |
| 26 Ago | 11:50 | Menegatti / Orsi Toth | 1–2 | Pata / Matauatu       | 21–19, 14–21, 10–15 |
| 26 Ago | 17:10 | Taiana / Fernanda     | 2–0 | Pata / Matauatu       | 21–18, 21–15        |
| 26 Ago | 17:10 | Menegatti / Orsi Toth | 2–0 | Lehtonen / Lahti      | 21–17, 21–13        |
| 27 Ago | 15:00 | Taiana / Fernanda     | 2–1 | Menegatti / Orsi Toth | 20–22, 21–15, 15–12 |
| 27 Ago | 15:00 | Pata / Matauatu       | 1–2 | Lehtonen / Lahti      | 21–17, 20–22, 8–15  |

#### Grupo G
|     |                        |     | Jogos | Jogos | Jogos | Sets | Sets | Sets  | Pontos | Pontos | Pontos |
| Pos | Equipe                 | Pts | T     | V     | D     | V    | P    | R     | V      | P      | R      |
| --- | ---------------------- | --- | ----- | ----- | ----- | ---- | ---- | ----- | ------ | ------ | ------ |
| 1   | Meppelink / Van Iersel | 5   | 3     | 2     | 1     | 4    | 2    | 2.000 | 126    | 122    | 1.033  |
| 2   | Walsh / Ross           | 5   | 3     | 2     | 1     | 4    | 3    | 1.333 | 140    | 123    | 1.138  |
| 3   | Zumkehr / Heidrich     | 4   | 3     | 1     | 2     | 3    | 4    | 0.750 | 136    | 129    | 1.054  |
| 4   | Fopma / Hochevar       | 4   | 3     | 1     | 2     | 2    | 4    | 0.500 | 97     | 125    | 0.776  |

| 26 Ago | 18:00 | Meppelink / Van Iersel | 0–2 | Fopma / Hochevar   | 23–25, 17–21        |
| 26 Ago | 18:00 | Walsh / Ross           | 2–1 | Zumkehr / Heidrich | 18–21, 25–23, 15–13 |
| 26 Ago | 14:20 | Meppelink / Van Iersel | 2–0 | Zumkehr / Heidrich | 21–17, 21–19        |
| 26 Ago | 14:20 | Walsh / Ross           | 2–0 | Fopma / Hochevar   | 21–7, 21–15         |
| 27 Ago | 14:00 | Meppelink / Van Iersel | 2–0 | Walsh / Ross       | 21–19, 23–21        |
| 27 Ago | 14:00 | Zumkehr / Heidrich     | 2–0 | Fopma / Hochevar   | 21–9, 22–20         |

#### Grupo H
|     |                        |     | Jogos | Jogos | Jogos | Sets | Sets | Sets  | Pontos | Pontos | Pontos |
| Pos | Equipe                 | Pts | T     | V     | D     | V    | P    | R     | V      | P      | R      |
| --- | ---------------------- | --- | ----- | ----- | ----- | ---- | ---- | ----- | ------ | ------ | ------ |
| 1   | Kołosińska / Brzostek  | 6   | 3     | 3     | 0     | 6    | 0    | MAX   | 87     | 62     | 1.403  |
| 2   | Gallay / Klug          | 5   | 3     | 2     | 1     | 4    | 3    | 1.333 | 127    | 118    | 1.076  |
| 3   | Dubovcová / Nestarcová | 4   | 3     | 1     | 2     | 3    | 5    | 0.600 | 143    | 152    | 0.941  |
| 4   | Bawden / Clancy        | 3   | 3     | 0     | 3     | 1    | 6    | 0.167 | 77     | 144    | 0.535  |

| 26 Ago | 14:20 | Kołosińska / Brzostek | 2–0 | Dubovcová / Nestarcová | 24–22, 21–12        |
| 26 Ago | 14:20 | Bawden / Clancy       | 0–2 | Gallay / Klug          | 15–21, 12–21        |
| 26 Ago | 18:00 | Kołosińska / Brzostek | 2–0 | Gallay / Klug          | 21–18, 21–10        |
| 26 Ago | 18:00 | Bawden / Clancy       | 1–2 | Dubovcová / Nestarcová | 13–21, 26–24, 11–15 |
| 27 Ago | 15:00 | Kołosińska / Brzostek |     | Bawden / Clancy        | lesão               |
| 27 Ago | 15:00 | Gallay / Klug         | 2–1 | Dubovcová / Nestarcová | 21–13, 20–22, 16–14 |

### Repescagem
As duplas que ficaram em segundo e terceiro lugar em cada grupo disputam uma repescagem valendo vaga nas oitavas-de-final, onde já aguardam as duplas que ficaram em primeiro lugar em cada grupo.
| Data   | Hora  |                       | Placar |                        | 1º Set | 2º Set | 3º Set |
| ------ | ----- | --------------------- | ------ | ---------------------- | ------ | ------ | ------ |
| 28 Ago | 09:00 | Liliana / Baquerizo   | 1–2    | Maria Clara / Carolina | 21–16  | 19–21  | 18–20  |
| 28 Ago | 09:00 | Ukolova / Birlova     | 1–2    | Holtwick / Semmler     | 21–15  | 11–21  | 11–15  |
| 28 Ago | 09:00 | Bansley / Pavan       | 2–0    | Pata / Matauatu        | 23–21  | 22–20  |        |
| 28 Ago | 09:00 | Taiana / Fernanda     | 1–2    | Zumkehr / Heidrich     | 21–19  | 17–21  | 8–15   |
| 28 Ago | 10:00 | Wang / Yue            | 0–2    | Forrer / Vergé-Depré   | 14–21  | 17–21  |        |
| 28 Ago | 10:00 | Walsh / Ross          | 2–0    | Dubovcová / Nestarcová | 21–15  | 21–19  |        |
| 28 Ago | 10:00 | Gallay / Klug         | 0–2    | Valjas / Broder        | 12–21  | 20–22  |        |
| 28 Ago | 10:00 | Juliana / Maria Elisa | 1–2    | Day / Kessy            | 19–21  | 21–15  | 13–15  |

### Oitavas-de-final
As duplas que ficaram em primeiro lugar em cada um dos grupos ganham vaga direta para esta fase onde enfrentam as duplas que venceram na repescagem.
| Data   | Hora  |                            | Placar |                        | 1º Set | 2º Set | 3º Set |
| ------ | ----- | -------------------------- | ------ | ---------------------- | ------ | ------ | ------ |
| 28 Ago | 13:00 | Ágatha / Bárbara           | 2–0    | Maria Clara / Carolina | 21–18  | 21–19  |        |
| 28 Ago | 13:00 | Meppelink / Van Iersel     | 2–1    | Holtwick / Semmler     | 18–21  | 21–16  | 15–7   |
| 28 Ago | 13:00 | Kołosińska / Brzostek      | 2–1    | Bansley / Pavan        | 22–24  | 21–19  | 16–14  |
| 28 Ago | 13:00 | Fendrick / Sweat           | 2–1    | Zumkehr / Heidrich     | 21–17  | 17–21  | 15–12  |
| 28 Ago | 14:00 | Van Gestel / Van der Vlist | 2–1    | Forrer / Vergé-Depré   | 19–21  | 21–16  | 15–12  |
| 28 Ago | 14:00 | Lehtonen / Lahti           | 1–2    | Walsh / Ross           | 21–19  | 18–21  | 10–15  |
| 28 Ago | 14:00 | Ludwig / Walkenhorst       | 1–2    | Valjas / Broder        | 21–18  | 22–24  | 16–18  |
| 28 Ago | 14:00 | Talita / Larissa           | 2–0    | Day / Kessy            | 21–13  | 21–13  |        |

### Chaveamento
|  | Quartas-de-final | Quartas-de-final           | Quartas-de-final           | Quartas-de-final       | Quartas-de-final |                        |                       | Semifinais | Semifinais          | Semifinais          | Semifinais          | Semifinais          |                     |  | Final | Final                      | Final | Final | Final |  |  |
|  |                  |                            |                            |                        |                  |                        |                       |            |                     |                     |                     |                     |                     |  |       |                            |       |       |       |  |  |
|  | 1                | Talita / Larissa           | 21                         | 21                     |                  |                        |                       |            |                     |                     |                     |                     |                     |  |       |                            |       |       |       |  |  |
|  | 19               | Valjas / Broder            | 16                         | 15                     |                  |                        |                       |            |                     |                     |                     |                     |                     |  |       |                            |       |       |       |  |  |
|  | 19               | Valjas / Broder            | 16                         | 15                     |                  | 1                      | Talita / Larissa      | 21         | 21                  |                     |                     |                     |                     |  |       |                            |       |       |       |  |  |
|  |                  |                            |                            |                        |                  | 1                      | Talita / Larissa      | 21         | 21                  |                     |                     |                     |                     |  |       |                            |       |       |       |  |  |
|  |                  | 29                         | Van Gestel / Van der Vlist | 17                     | 14               |                        |                       |            |                     |                     |                     |                     |                     |  |       |                            |       |       |       |  |  |
|  | 10               | 29                         | Van Gestel / Van der Vlist | 17                     | 14               | Walsh / Ross           | 21                    | 14         | 8                   |                     |                     |                     |                     |  |       |                            |       |       |       |  |  |
|  | 10               |                            |                            |                        |                  | Walsh / Ross           | 21                    | 14         | 8                   |                     |                     |                     |                     |  |       |                            |       |       |       |  |  |
|  | 29               | Van Gestel / Van der Vlist | 15                         | 21                     | 15               |                        |                       |            |                     |                     |                     |                     |                     |  |       |                            |       |       |       |  |  |
|  |                  |                            |                            |                        |                  |                        |                       |            |                     |                     |                     |                     |                     |  | 1     | Talita / Larissa           | 21    | 25    |       |  |  |
|  |                  |                            | 7                          | Meppelink / Van Iersel | 12               | 23                     |                       |            |                     |                     |                     |                     |                     |  |       |                            |       |       |       |  |  |
|  | 14               | Fendrick / Sweat           | 16                         | 12                     |                  |                        |                       |            |                     |                     |                     |                     |                     |  |       |                            |       |       |       |  |  |
|  | 8                | Kołosińska / Brzostek      | 21                         | 21                     |                  |                        |                       |            |                     |                     |                     |                     |                     |  |       |                            |       |       |       |  |  |
|  | 8                | Kołosińska / Brzostek      | 21                         | 21                     |                  | 8                      | Kołosińska / Brzostek | 16         | 19                  |                     |                     |                     |                     |  |       |                            |       |       |       |  |  |
|  |                  |                            |                            |                        |                  | 8                      | Kołosińska / Brzostek | 16         | 19                  |                     |                     |                     |                     |  |       |                            |       |       |       |  |  |
|  |                  | 7                          | Meppelink / Van Iersel     | 21                     | 21               |                        |                       |            | Disputa pelo bronze | Disputa pelo bronze | Disputa pelo bronze | Disputa pelo bronze | Disputa pelo bronze |  |       |                            |       |       |       |  |  |
|  | 7                | 7                          | Meppelink / Van Iersel     | 21                     | 21               | Meppelink / Van Iersel | 21                    | 24         | Disputa pelo bronze | Disputa pelo bronze | Disputa pelo bronze | Disputa pelo bronze | Disputa pelo bronze |  |       |                            |       |       |       |  |  |
|  | 7                |                            |                            |                        |                  | Meppelink / Van Iersel | 21                    | 24         |                     |                     |                     |                     |                     |  |       |                            |       |       |       |  |  |
|  | 2                | Ágatha / Bárbara           | 17                         | 22                     |                  |                        |                       |            |                     |                     |                     |                     |                     |  | 29    | Van Gestel / Van der Vlist | 12    | 16    |       |  |  |
|  |                  |                            |                            |                        |                  |                        |                       |            |                     |                     |                     |                     |                     |  | 8     | Kołosińska / Brzostek      | 21    | 21    |       |  |  |

### Quartas-de-final
| 28 Ago 17:30 | Talita / Larissa (BRA) | 2 – 0         | Valjas / Broder (CAN) | Duração: 0:31 |
| 28 Ago 17:30 | 21 21                  | 1º Set 2º Set | 16 15                 | Duração: 0:31 |

| 28 Ago 17:30 | Walsh / Ross (EUA) | 1 – 2                | Van Gestel / Van der Vlist (HOL) | Duração: 0:39 |
| 28 Ago 17:30 | 21 14 8            | 1º Set 2º Set 3º Set | 15 21 15                         | Duração: 0:39 |

| 28 Ago 17:30 | Fendrick / Sweat (EUA) | 0 – 2         | Kołosińska / Brzostek (POL) | Duração: 0:33 |
| 28 Ago 17:30 | 16 12                  | 1º Set 2º Set | 21                          | Duração: 0:33 |

| 28 Ago 17:30 | Meppelink / Van Iersel (HOL) | 2 – 0         | Ágatha / Bárbara (BRA) | Duração: 0:43 |
| 28 Ago 17:30 | 21 24                        | 1º Set 2º Set | 17 22                  | Duração: 0:43 |

### Semifinais
| 29 Ago 11:15 | Talita / Larissa (BRA) | 2 – 0         | Van Gestel / Van der Vlist (HOL) | Duração: 0:31 |
| 29 Ago 11:15 | 21 21                  | 1º Set 2º Set | 17 14                            | Duração: 0:31 |

| 29 Ago 10:15 | Kołosińska / Brzostek (POL) | 0 – 2         | Meppelink / Van Iersel (HOL) | Duração: 0:36 |
| 29 Ago 10:15 | 16 19                       | 1º Set 2º Set | 21                           | Duração: 0:36 |

### Disputa pelo bronze
| 29 Ago 15:30 | Van Gestel / Van der Vlist (HOL) | 0 – 2         | Kołosińska / Brzostek (POL) | Duração: 0:33 |
| 29 Ago 15:30 | 12 16                            | 1º Set 2º Set | 21                          | Duração: 0:33 |

### Final
| 29 Ago 16:30 | Talita / Larissa (BRA) | 2 – 0         | Meppelink / Van Iersel (HOL) | Duração: 0:37 |
| 29 Ago 16:30 | 21 25                  | 1º Set 2º Set | 12 23                        | Duração: 0:37 |

### Qualificação
Antes do torneio principal, houve um torneio de qualificação para duplas que queriam disputar o principal. A qualificação foi disputada em duas rodadas. As seis duplas melhores ranqueadas na Qualificação receberam passagem direta para a segunda rodada.

#### Primeira rodada da Qualificação
| Data   | Hora  |                               | Placar |                            | 1º Set | 2º Set | 3º Set |
| ------ | ----- | ----------------------------- | ------ | -------------------------- | ------ | ------ | ------ |
|        |       | Taiana / Fernanda             |        |                            |        |        |        |
| 25 Ago | 11:00 | Take / Mizoe                  | 0–2    | DiCello / Van Zwieten      | 18–21  | 20–22  |        |
| 25 Ago | 11:00 | Schwaiger S. / Hansel         | 2–0    | Ma / Xia                   | 21–19  | 21–12  |        |
| 25 Ago | 11:00 | Pietroczuk / Stasiak          | 0–2    | Goricanec / Hüberli        | 16–21  | 18–21  |        |
|        |       | Schillerwein / Büthe          |        |                            |        |        |        |
| 25 Ago | 11:00 | Nilsson / Yoken               | 0–2    | Van Gestel / Van der Vlist | 12–21  | 13–21  |        |
| 25 Ago | 11:50 | Schützenhöfer / Plesiutschnig | 2–0    | Barsuk / Prokopeva         | 21–14  | 21–17  |        |
|        |       |                               |        | Pata / Matauatu            |        |        |        |
|        |       | Forrer / Vergé-Depré          |        |                            |        |        |        |
| 25 Ago | 11:50 | Mashkova / Tsimbalova         | 2–1    | Kongshavn / Treland        | 20–22  | 21–15  | 15–12  |
| 25 Ago | 11:50 | Hermannova / Sluková          | 2–0    | Braakman / Sinnema         | 21–15  | 21–15  |        |
|        |       |                               |        | Fopma / Hochevar           |        |        |        |
| 25 Ago | 12:40 | Lehtonen / Lahti              | 2–0    | Legieta / Adamek           | 21–13  | 21–15  |        |
| 25 Ago | 12:40 | Jursone / Graudina            | 2–1    | Carico / Summer            | 23–21  | 19–21  | 15–12  |
| 25 Ago | 11:50 | Lobato / Soria                | 1–2    | Cicolari / Momoli          | 21–19  | 21–23  | 8–15   |
|        |       |                               |        | Maria Clara / Carolina     |        |        |        |

#### Segunda rodada da Qualificação
| Data   | Hora  |                               | Placar |                            | 1º Set | 2º Set | 3º Set |
| ------ | ----- | ----------------------------- | ------ | -------------------------- | ------ | ------ | ------ |
| 25 Ago | 14:00 | Taiana / Fernanda             | 2–1    | DiCello / Van Zwieten      | 21–12  | 19–21  | 15–11  |
| 25 Ago | 14:00 | Schwaiger S. / Hansel         | 0–2    | Goricanec / Hüberli        | 18–21  | 18–21  |        |
| 25 Ago | 14:50 | Schillerwein / Büthe          | 0–2    | Van Gestel / Van der Vlist | 18–21  | 17–21  |        |
| 25 Ago | 14:50 | Schützenhöfer / Plesiutschnig | 0–2    | Pata / Matauatu            | 27–29  | 10–21  |        |
| 25 Ago | 15:40 | Forrer / Vergé-Depré          | 2–0    | Mashkova / Tsimbalova      | 21–17  | 21–11  |        |
| 25 Ago | 16:30 | Hermannova / Sluková          | 1–2    | Fopma / Hochevar           | 14–21  | 21–12  | 12–15  |
| 25 Ago | 16:30 | Lehtonen / Lahti              | 2–0    | Jursone / Graudina         | 21–8   | 21–17  |        |
| 25 Ago | 15:40 | Cicolari / Momoli             | 0–2    | Maria Clara / Carolina     | 18–21  | 16–21  |        |